# منال عفيفي
منال عفيفي (27 مايو 1971 -)، ممثلة مصرية. كانت انطلاقتها الفنية في فيلم الطيب والشرس والجميلة حيث اكتشفها الفنان نور الشريف. أشتهرت بأداء أدوار الإغراء، قدمت عدداً من الأفلام والمسرحيات والأعمال التلفزيونية.

## حياتها
التحقت في البداية بمعهد الكونسرفتوار ولكنها تركته لتلتحق بمعهد الفنون المسرحية.

## حياتها الخاصة
تزوجت من الناقد المسرحي أحمد سخسوس وانجبت منه ثم انفصلا وبدأت حياتها في عالم المسرح مع جلال الشرقاوي.
أشيع على قناة الفراعين في برنامج الوسط الفني بأنها تزوجت من المليونير الهارب حسين سالم، إلا أنها نفت هذه التصريحات ورفعت دعوى قضائية، مؤكدة ان ابنتها موناليزا رفعت هي الأخرى دعوى قضائية على قناة الفراعين والسيناريست محمد الغيطي.
وقالت منال في حديثها مع جريدة "روز اليوسف": «ابنتي رفعت القضية ضد الفراعين والغيطي بتهمة تشويه سمعة والدتها وهو ما أضر بها نفسيا وأدبيا خاصة أن ابنتي بلغت عامها الـ22 ولم تعد قاصرًا، وأنا كنت قد قدمت من قبل بلاغًا للنائب العام في نفس القضية بعد أن فوجئت بالإعلامي توفيق عكاشة والسيناريست محمد الغيطي يتحدثان عن وجود علاقة بيني وبين رجل الأعمال الهارب حسين سالم المتهم في قضية تصدير الغاز لإسرائيل وتحدثا طوال الحلقة عن تفاصيل العلاقة بيننا والقصور التي اشتراها لي ووعدا بإحضار المستندات التي تؤكد ذلك في الحلقة التالية، وأنا أتحداهما فأنا لم أر هذا الرجل في حياتي فكيف أكون قد تزوجت منه»
كما سخرت من شائعة إدمانها للمخدرات وتكفل رجل الأعمال حسين سالم بعلاجها في إسبانيا، وقالت: «لسوء حظهم أنا إنسانة رياضية جدًا ولا أدخن حتي السجائر وعندما سمع شقيقي هذا الكلام ضحك جدًا لأنني دائما أتشاجر معه بسبب التدخين فأنا أمنع أي تدخين في المنطقة التي أجلس فيها لأنني أخاف علي صحتي جدا، كما أنني لم أذهب إلى إسبانيا في حياتي وعليهم أن يثبتوا عكس كلامي إذا استطاعوا ويتأكدوا من مصلحة الجوازات في مصر وإسبانيا وأنا مستعدة أيضا لأن ألجأ للتحاليل والفحوص الطبية إذا أرادوا».

## الجوائز والتكريم
1. جائزة أفضل ممثلة عن دور ثان في المسابقة الدولية لمهرجان الإسكندرية السينمائي الدولي عن فيلم الأبواب المغلقة.[بحاجة لمصدر]

## أعمالها

### المسلسلات
- حارة الطبلاوي عام 2000
- (النوة) عام 1994

### الأفلام
- 2006: بنات وسط البلد.
- 2000: الأبواب المغلقة.
- 2000: كلام في الممنوع.
- 1999: الواد محروس بتاع الوزير.
- 1999: عرق البلح.
- 1998: عفريت النهار.
- 1996: عفاريت الأسفلت.
- 1994: الطيب والشرس والجميلة.

## وصلات خارجية
- منال عفيفي على موقع الدهليز
- منال عفيفي على موقع قاعدة بيانات الأفلام العربية